# Griovių kaimo apylinkės
Griovių kaimo apylinkės este o arie protejată (sit de importanță comunitară — SCI) din Lituania întinsă pe o suprafață de 198,39 ha, integral pe uscat.

## Localizare
Centrul sitului Griovių kaimo apylinkės este situat la coordonatele 54°41′08″N 25°07′46″E / 54.6855°N 25.1294°E.

## Înființare
Situl Griovių kaimo apylinkės a fost declarat sit de importanță comunitară în septembrie 2019 pentru a proteja un număr necunoscut de specii din flora spontană și fauna sălbatică aflate în arealul zonei.

## Biodiversitate
Situată în ecoregiunea boreală, aria protejată conține 2 habitate naturale: Taiga vestică, Păduri fino-scandinave bogate în ierburi cu Picea abies.
La baza desemnării sitului se află un număr nedeclarat de specii protejate.
Pe lângă speciile protejate, pe teritoriul sitului au mai fost identificate 1 specie de plante.